# Нолинские
Нолинские — деревня в Кикнурском районе Кировской области.

## География
Находится на расстоянии примерно 9 км по прямой на восток от райцентра поселка  Кикнур.

## История
Известна с 1873 года как починок При речке Урма (Неминский), где отмечено дворов 21 и жителей 171, в 1905 (уже починок Нолинский) 42 и 136, в 1926 (деревня Нолинская) 57 и 333, в 1950 54 и 177, в 1989 году в деревне проживало 10 человек. Настоящее название утвердилось с 1950 года. В период 2006-2014 годов входила в Потняковское сельское поселение. С 2014 по январь 2020 года входила в Кикнурское сельское поселение до его упразднения. 

## Население
Постоянное население  составляло 8 человек (русские 100%) в 2002 году, 6 в 2010.